# 梅多莱
梅多莱（義大利語：Medole），是意大利曼托瓦省的一个市镇。总面积25平方公里，人口3947人，人口密度157.9人/平方公里（2009年）。国家统计（ISTAT）代码为020034。